# FNN福井テレビスーパーニュース
『FNN福井テレビスーパーニュース』（エフエヌエヌ　ふくいテレビ スーパーニュース、ラテン文字表記：FNN 福井テレビ Super NEWS）は、福井テレビジョン放送で生放送されたローカルワイドニュース番組である。通称『スーパーニュース』。

## 概要
- 1998年3月30日放送開始。2006年5月1日よりハイビジョン放送開始。

- 平日は1999年4月1日 - 2013年3月29日までは『おかえりなさ〜い』と本番組を一体化した『スーパーニュースワイド』の18時台枠と位置づけられており、さらに『FNNスーパーニュース』（全国ニュース枠）とこの番組の本編の2部構成であるため「オムニバスのオムニバス」となっていた。

- キー局・フジテレビが『（FNN）みんなのニュース』をスタートさせることに伴い、2015年3月29日に番組終了。

## 放送時間

### 平日版
| 期間      | 期間      | 月曜日 - 金曜日 | 土曜日        | 日曜日        |
| --------- | --------- | --------------- | ------------- | ------------- |
| 1998.3.30 | 2000.4.2  | 17:55 - 19:00   | 18:00 - 18:30 | 17:30 - 18:00 |
| 2000.4.3  | 2001.4.1  | 17:54 - 19:00   | 18:00 - 18:30 | 17:30 - 18:00 |
| 2001.4.2  | 2015.3.29 | 17:54 - 19:00   | 17:30 - 18:00 | 17:30 - 18:00 |

## キャスター
| 期間      | 期間      | 男性     | 男性     | 男性     | 男性     | 男性              | 女性                | 女性       | 女性       | 女性       | 女性                |
| 期間      | 期間      | 月       | 火       | 水       | 木       | 金                | 月                  | 火         | 水         | 木         | 金                  |
| --------- | --------- | -------- | -------- | -------- | -------- | ----------------- | ------------------- | ---------- | ---------- | ---------- | ------------------- |
| 1998.3.30 | 2000.3.31 | 児島吉洋 | 児島吉洋 | 児島吉洋 | 児島吉洋 | 松枝隆一          | 多田記子            | 多田記子   | 多田記子   | 多田記子   | 鈴木理香            |
| 2000.4.3  | 2002.8.2  | 児島吉洋 | 児島吉洋 | 児島吉洋 | 松下尚史 | 松下尚史          | 松本裕子            | 松本裕子   | 松本裕子   | 松本裕子   | 松本裕子            |
| 2002.8.5  | 2002.9.27 | 松下尚史 | 松下尚史 | 松下尚史 | 松下尚史 | 松下尚史          | 松本裕子            | 松本裕子   | 松本裕子   | 松本裕子   | 松本裕子            |
| 2002.9.30 | 2003.3.28 | 松枝隆一 | 松枝隆一 | 松枝隆一 | 松下尚史 | 松下尚史          | 松本裕子            | 松本裕子   | 松本裕子   | 松本裕子   | 松本裕子            |
| 2003.3.31 | 2005.2.18 | 松枝隆一 | 松枝隆一 | 松枝隆一 | 松下尚史 | 松下尚史          | 福田布貴子          | 福田布貴子 | 福田布貴子 | 福田布貴子 | 福田布貴子          |
| 2005.2.21 | 2007.3.30 | 松枝隆一 | 松枝隆一 | 松枝隆一 | 松枝隆一 | 松枝隆一          | 福田布貴子          | 福田布貴子 | 福田布貴子 | 福田布貴子 | 福田布貴子          |
| 2007.4.2  | 2012.3.30 | （不在） | （不在） | （不在） | （不在） | （不在）          | 福田布貴子          | 福田布貴子 | 福田布貴子 | 福田布貴子 | 福田布貴子          |
| 2012.4.2  | 2013.3.29 | 丸山勝義 | 丸山勝義 | （不在） | （不在） | （不在）          | 原渕由布奈          | 原渕由布奈 | 福田布貴子 | 福田布貴子 | 福田布貴子          |
| 2013.4.1  | 2014.3.21 | 丸山勝義 | 丸山勝義 | 丸山勝義 | 丸山勝義 | 安藤好靖          | 福田布貴子          | 福田布貴子 | 福田布貴子 | 福田布貴子 | 原渕由布奈          |
| 2014.3.24 | 2015.3.27 | （不在） | 丸山勝義 | 丸山勝義 | 丸山勝義 | 丸山勝義 安藤好靖 | 福田布貴子 塩見泰子 | 塩見泰子   | 塩見泰子   | 塩見泰子   | 原渕由布奈 塩見泰子 |

村田さんのお天気!
- 村田光広（気象予報士 2013年4月1日 - 2015年3月27日）

キャスター（週末）
- 福井テレビアナウンサーが1人担当する。

## 内容
2013年3月までの内容構成（半数の内容は2013年4月からも継続。また、2013年4月から全曜日でのコーナー「村田さんのお天気!」を放送）。
- 特集　県内の特集。一時期、FNNスーパーニュースのスーパー特報の内容であることが多かった。
- ふくい人聞録　福井の話題の人を特集する。毎週月曜日
- あなたにエールを　毎週火曜日
- ふくい経済ナビ　県内の経済の話題を特集する。毎週水曜日
- 東京INDEX　東京での福井の話題を特集する。毎週木曜日
- お天気ノート　お天気の謎に迫るコーナー。同じく毎週木曜日
- 刻（とき）の風　福井新聞の編集者等がスタジオで紙面を紹介する。毎週金曜日[3]
- 天気予報　地上デジタル放送開始とともに機器が更新されて、バーチャル天気予報が登場した。これは県内各地の名所に天気の予想を重ねるものである。予報地点は福井市（福井城址）、坂井市三国（東尋坊）、大野市（大野城）、越前市武生（紫式部公園）、敦賀市（気比の松原）、小浜市（マーメイドテラス）であり、初日は全部放送されて、その後は基本的にこの中から2地点を抽出して放送していたが、現在は放送していない。